# Eula Biss

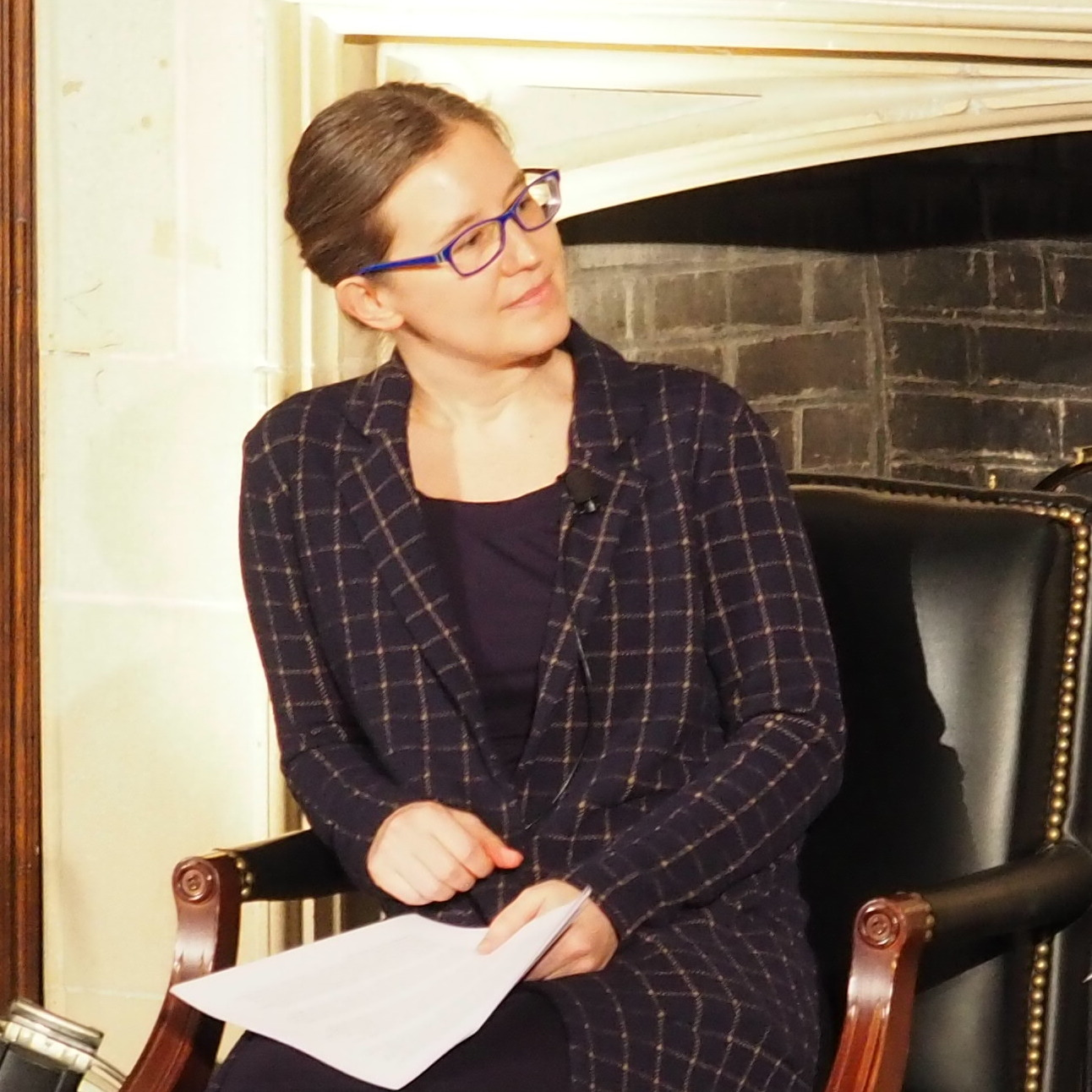
Eula Biss (2019)

Eula Biss (* 1977 in Rochester (New York)) ist eine amerikanische Schriftstellerin und Essayistin. Sie wurde mit einer Sammlung von Essays bekannt, in denen sie sich mit Erfahrungen von Schwarzen Amerikanern aus der Perspektive einer Weißen auseinandersetzt und was das Erbe der Ausbeutung für sie bedeutet.

## Leben
Als Tochter einer Dichterin und eines Arztes wuchs Eula Biss im ländlichen Norden des Bundesstaates New York auf. Nach ihrem Bachelor-Abschluss in den Fächern kreatives Schreiben und Bildende Kunst am Hampshire College zog sie nach New York City, wo sie an zwei Schulen, in der Bronx und in Harlem, als Lehrerin arbeitete und war anschließend in San Diego kurzzeitig als Reporterin für eine afro-amerikanische Tageszeitung tätig. An der University of Iowa schloss sie ihr Studium in einem Programm für Nonfiction Writing mit einem Master of Fine Arts ab. Sie war u. a. Guggenheim Fellow und 2006 Mitgründerin des Verlags Essay Press. Biss unterrichtete fünfzehn Jahre lang, von 2006 bis 2021, Schreiben an der Northwestern University von Illinois. Sie ist verheiratet, Mutter eines Sohnes und lebt mit ihrer Familie am Michigansee in Chicago.

## Werk
In der Essay-Sammlung Notes from No Man's Land (2009) erkundet sie Erfahrungen von Schwarzen Amerikanern aus der Perspektive einer Weißen und das Erbe der Ausbeutung, das ihre weiße Hautfarbe symbolisiert. Das Buch wurde mit dem Graywolf Press Nonfiction Prize und 2010 mit dem Literaturpreis National Book Critics Circle Award in der Kategorie Kritik ausgezeichnet. In ihrem dritten Buch, On Immunity: An Inoculation (Immun. Über das Impfen), das sie mit einem Stipendium der Guggenheim-Stiftung schreiben konnte, beschäftigt sie sich ausgehend von eigenen Erlebnissen, Gedanken und Gefühlen mit Aspekten des Impfens. Biss wäge die wissenschaftlichen Erkenntnisse ab und spreche sich entschieden für die Impfung aus, erfasse aber dennoch auch das Misstrauen, das Eltern gegenüber dem medizinischen Establishment empfänden. The New York Times Book Review zählte es zu den zehn besten Büchern des Jahres 2014 und es war Finalist für den National Book Critics Circle Award. Der Band Having and Being Had (Was wir haben) ist ein Essay über Besitz und Selbstverwirklichung. Biss durchleuchtet in kurzen Episoden die Dilemmata, in die sie mit ihrem wachsenden Wohlstand durch die Einnahmen ihres dritten Buchs geriet.

## Veröffentlichungen
- The Balloonists (Gedichtband), Hanging Loose Press, Brooklyn (NYC) 2002, ISBN 978-1-931236-07-2.
- Notes from No Man's Land. American Essays, Graywolf Press, Minneapolis 2009, ISBN 978-1-55597-823-5.
- On Immunity. An Inoculation. Graywolf Press, Minneapolis 2014, ISBN 978-1-55597-720-7.
  - Immun. Über das Impfen – von Zweifel, Angst und Verantwortung. Aus dem Englischen von Kirsten Riesselmann, Carl Hanser Verlag, München 2016, ISBN 978-3-446-44697-7.
- Having and Being Had, Riverhead Books, 2020, ISBN 978-0-525-53745-8
  - Was wir haben. Über Besitz, Kapitalismus und den Wert der Dinge. Aus dem Englischen von Stephanie Singh, Hanser Verlag, München 2021, ISBN 978-3-446-26926-2.